# Alexander Sergejewitsch Chartschenkow
Alexander Sergejewitsch Chartschenkow (russisch Александр Сергеевич Харченков; auch Alexander Kharchenkov, Alexander Khartchenkov, Alexandre Kharchenkov) (* 4. Juni 1953) ist ein ehemaliger russischer Basketballspieler.

## Laufbahn
Chartschenkow spielte für ZSKA Moskau, Dynamo Moskau sowie Spartak St. Petersburg.
1992 zog er nach Deutschland und wurde Trainer in München, anschließend spielte er beim TSV Quakenbrück.
Chartschenkow ging nach Russland zurück, arbeitete von 1996 bis 1998 bei Spartak St. Petersburg sowie 1998/99 bei Arsenal Tula als Trainer. 2001 wurde er Trainer des deutschen Zweitligisten USC Freiburg und blieb bis zum Ende der Saison 2001/02 im Amt.
Er wurde wieder in Russland tätig, von 2004 bis 2006 trainierte er die zweite Mannschaft von BK Chimki und dort auch seinen Sohn Nikita. Chartschenkow wurde vom Fachportal eurobasket.com als Trainer des Jahres der Saison 2004/05 in der Superliga B ausgezeichnet. 2007 trat er beim deutschen Regionalligisten DJK Landsberg das Traineramt an und hatte es bis 2010 inne. Zur Saison 2010/11 wechselte er zum Verein BiG Gotha in die 2. Bundesliga ProB, für den er eine Spielzeit lang tätig war.
In der Saison 2011/12 war er Co-Trainer der Rollstuhlbasketballer des RSC-Rollis Zwickau und von Saisonbeginn 2012/13 bis Mitte Dezember 2012 Cheftrainer. Später wurde er Jugendtrainer bei der TS Jahn München. Im November 2022 bestritt sein Sohn Ivan im Alter von 16 Jahren sein erstes Bundesliga-Spiel.

### Nationalmannschaft
Mit der sowjetischen Auswahl nahm er 1970 an der Junioren-Europameisterschaft teil und errang die Goldmedaille. Im Herrenbereich wurde Chartschenkow 1974 mit der Sowjetunion Weltmeister, im Endspiel gegen die Vereinigten Staaten erzielte er zwei Punkte. Im Jahr 1977 wurde er mit der Mannschaft Vizeeuropameister.